# Guanylate cyclase
Le système guanylate cyclase permet, comme les systèmes adénylate cyclase et phospholipase C, une amplification d'un message hormonal aboutissant à une réponse cellulaire.
La guanylate cyclase dégrade la GTP en GMP cyclique ou GMPc (second messager). Le système d'amplification du message hormonal (premier messager) est lié à l'activité d'une protéine kinase GMPc dépendante (PKG).
Il existe deux formes de guanylate cyclase :
- une forme membranaire ;
- une forme cytosolique, dite soluble qui agit comme un gazorécepteur.

## Structure
Il s'agit d'un hétérodimère formé de deux sous-unités, alpha et bêta dont les gènes sont GUCY1A2, GUCY1A3, GUCY1B2 et GUCY1B3.

## Activation de la forme membranaire
Elle est constituée de quatre domaines :
- un domaine extracellulaire N terminal ;
- un domaine transmembranaire ;
- un domaine de type tyrosine – kinase intracellulaire mais non fonctionnel ;
- un domaine catalytique intracellulaire C-terminal: la guanylate cyclase stricto sensu.

La fixation d'une hormone (par exemple l'Atrial Natriuretic Peptide (ANP) produit par l'oreillette (atrium) du cœur et stimulant l'excrétion urinaire de sodium (natriurétique) va entrainer directement l’activation du domaine catalytique du récepteur-guanylate cyclase. La phosphorylation du domaine type-kinase du récepteur qui est observée est due à l'action d'une autre protéine kinase et stabilise l'activation de la guanylate cyclase. Des protéines phosphatases ont l'effet inverse.
Le GMPc produit va activer une protéine kinase appelée PKG ou cGK. Contrairement à la sous-unité catalytique de la protéine kinase PKA (cible de l'AMPc), les sous-unités catalytiques libérées par la PKG restent toujours cytosoliques, elles n'entrent jamais dans le noyau.

## Activation de la forme soluble
La Guanylate Cyclase soluble est un gazorécepteur pour l'oxyde nitrique (NO) constitué d’un hétérodimère α β sensible au NO. Le NO est produit par le catabolisme de l’arginine. La fixation de NO sur α et β va permettre l’activation de la guanylate cyclase. La forme soluble est également activée par des intermédiaires de biosynthèse des éïcosanoïdes, et par d'autres dérivés nitrés comme le nitrite d'isoamyle et le nitroprussiate de sodium.

## Inactivation
Le retour au repos s’effectue par hydrolyse du GMPc en 5’GMP grâce à une PDE (isoforme de celle impliquée dans le système adénylate cyclase/AMPc/PKA).

## Utilisation médicale
Dans l'hypertension artérielle il y a un défaut de production de NO, il ne pourra donc pas activer la guanylate cyclase. L'un des moyens de traitement consiste en l'administration de donneur de NO comme la nitroglycérine ou le nitroprussiate de sodium ou aussi inhiber les phosphodiesterases ce qui a pour effet de prolonger l'effet du GMPc produit.
Le linaclotide est un peptide court qui active le guanylate cyclase C des cellules épithéliales de la muqueuse intestinale, entraînant une augmentation du GMPc intracellulaire et une accélération du transit intestinal. Il pourrait agir ainsi contre la constipation et est en cours de test dans cette indication. Le plécanatide est une autre molécule de la même famille.
Le riociguat est une molécule activatrice de la guanylate cyclase soluble et testée notamment dans l'hypertension artérielle pulmonaire.
Le vericiguat est utilisé en 2e intention dans l’insuffisance cardiaque systolique.